# Millersburg, Kentucky
Millersburg är en ort i Bourbon County i delstaten Kentucky, USA.